# OKO
OKO (ryska: ОКО) är ett byggnadskomplex i Moskvas internationella affärscentrum, Ryssland. OKO består av två skyskrapor på 354 respektive 245 meter, samt ett 44 meter högt parkeringshus. Det högre Södra tornet stod klart 2015, och var vid sitt färdigställande Europas högsta skyskrapa. Den lägre av OKO-skyskraporna, Norra tornet, färdigställdes 2014.